# Louise Windsor
Louise Windsor (titlul oficial: Lady Louise Alice Elizabeth Mary Mountbatten-Windsor; n. 8 noiembrie 2003, Frimley⁠(d), Anglia, Regatul Unit), cunoscută și ca Lady Louise Windsor, este fiica cea mare a prințului Edward, Conte de Wessex și a Sophiei, Contesă de Wessex, membri ai familiei regale britanice. Ea este nepoata reginei Elisabeta a II-a și a prințului Filip, Duce de Edinburgh și se află pe locul 16 în linia de succesiune la tronul Regatului Unit din septembrie 2021.